# Raúl Gómez
Raúl Gómez del Olmo, noto semplicemente come Raúl Gómez (Albacete, 25 ottobre 1995), è un giocatore di calcio a 5 spagnolo.

## Carriera
Il 10 aprile 2019 debutta con la nazionale spagnola in occasione di un incontro amichevole contro il Guatemala, durante il quale mette inoltre a segno la sua prima rete. Il 30 agosto 2021 viene incluso nella lista definitiva dei convocati alla Coppa del Mondo 2021, conclusa dalla Spagna ai quarti di finale. Il 28 dicembre 2021 viene incluso nella lista dei convocati per il Campionato europeo 2022.

## Palmarès
- Campionato russo: 1
KPRF Mosca: 2019-20